# Grum
Graeme Shepherd (n. 2 mai 1986), mai bine cunoscut ca Grum, este un muzician, producător și DJ scoțian, numit la sfârșitul anului 2010 drept „cel mai bun artist de muzică electronică a anului” de UK iTunes.

## Discografie

### Albume
- Heartbeats (2010)
- Human Touch[2]

### Single-uri
- "Runaway" (2009)
- "Sound Reaction" (2009)
- "Heartbeats" (2009)
- "Can't Shake This Feeling" (2010)
- "Power" (2010)
- "Through the Night" (2010)
- "Everytime" (2013)
- "The Theme" (2013)
- "In Love" (2014)
- "Tears" (2014)
- "Raindrop" (2014)
- "Sunday Blue Sky" (2015)
- "Straight To Your Heart" (2015)
- "U"(2015)
- "First Contact" (2015)
- "Something About You" (2015)
- "Under Your Skin" Feat. Rothchild (2016)

### Remixuri oficiale
- Gareth Emery - "Firebird"
- Steve Angello - "Wasted Love"
- Secondcity feat. Ali Love - "What Can I Do"
- Prides - "I Should Know You Better"
- Martin Garrix – "Animals"
- Shift K3Y – "Touch"
- Sigma – "Nobody to Love"
- Yousef - "Float Away"
- Jax Jones - "Go Deep"
- Above & Beyond – "Blue Sky Action"
- Chromeo - "Come Alive"
- Digitalism - "Dudalism"
- Indiana - "Heart On Fire"
- Dirty Vegas - "Setting Sun"
- Lady Gaga – "Bad Romance"
- Lady Gaga – "Born This Way"
- Goldfrapp – "Rocket"
- Passion Pit – "Sleepyhead"
- The Wombats – "Tokyo (Vampires & Wolves)"
- Everything Everything – "My Kz, Ur Bf"
- Friendly Fires – "Skeleton Boy"
- Fenech-Soler – "Lies"
- Groove Armada – "History"
- Marina and the Diamonds – "Oh No!"
- Pet Shop Boys – "West End Girls"
- Nirvana – "Heart-Shaped Box"
- David Bowie – "Fashion"
- Aston Shuffle – "Your Love"
- Human Life – "Wherever We Are"
- Gamble and Burke – "Let's Go Together"
- Pearl and the Puppets – "Make Me Smile"
- Night Bus – "I Wanna Be You"
- TV Rock – "In the Air"
- Chelley – "Took the Night"
- Priors – "What You Need"
- Passion Pit – "To Kingdom Come"
- Tommy Sparks – "Miracle"
- Tim Healey – "Out of Control" feat. TC
- Magistrates – "Gold Lover"
- Keenhouse – "Ai-res"
- Jump Jump Dance Dance – "Show Me the Night"
- Moulinex – "Breakchops"
- Jake Island – "What If You Wanted More"
- Together – "Hardcore Uproar"
- Freeland – "Borderline"
- Rafale – "Drive"
- Anoraak – "Nightdrive With You"
- Tronik Youth – "Laugh Cry Live Die"
- Love Motel – "Cosmic Love"
- Armand Van Helden – "U Don't Know Me"
- Revolte – "Ironical Sexism"
- The Good Natured – "Skeleton"
- Urchins – "Xylophobe"
- Otto Knows - "Next To Me"

## Legături externe
- Site oficial
- Facebook
- Soundcloud
- Twitter
- Discografia lui Grum la discogs.com